# Bugetul României
Bugetul de stat al României (sau bugetul public) este un document, un plan sau o balanță în care se prevăd sumele de bani strânse la dispoziția statului, surse de proveniență a acestora precum și direcțiile lor de utilizare.
Bugetul de stat, este o componentă de bază a bugetului general consolidat și a finanțelor publice în general.
Termenul de buget își are originea în limba latina desemnând un sac cu bani, fiind regăsit cu același sens si în limba franceză, semnificând sau ca pungă sau cufar în care se păstrau obiecte personale sau banii atunci când intreprindea o călatorie. Definirea juridică a bugetului este intâlnită în România, pentru prima dată, în anul 1929, odata cu adoptarea Legii asupra contabilității publice și asupra controlului bugetului și patrimoniului public.

## Procesul bugetar
În derularea procesului bugetar, responsabilitǎțile revin: Parlamentului,Guvernului, Ministerului Economiei și Finanțelor,autoritǎților administrației publice locale, precum și ordonatorilor de credite.
- Parlamentul în România este un organ legislativ compus din douǎ camere și constituit din reprezentanți ai diferitelor partide politice aleși prin votul cetǎțenilor. Parlamentul adoptă legile bugetare anuale precum și legile de rectificare, legile contului general anual de execuție elaborate de Guvern potrivit cu strategia macroeconomică asumată de acesta.
- Guvernul reprezintǎ autoritatea publicǎ a puterii executive,care funcționeazǎ în baza votului de încredere acordat de Parlament și care asigurǎ realizarea politicii interne și externe a țǎrii și exercitǎ conducerea generalǎ a administrației publice.

- Autoritǎțile administrației publice locale sunt consiliile locale,consiliile județene și consiliul general al Municipiului București,ca autorități deliberative, și primarii, președinții consiliilor județene și primarul general al Municipiului București, ca autoritǎți executive.
- Ministerul Economiei și Finanțelor este un organ de specialitate al administrației publice centrale, în subordinea Guvernului,care aplicǎ strategia și programul de guvernare în domeniul finanțelor publice. Este un minister cu rol de sintezǎ și totodatǎ o instituție publicǎ cu personalitate juridicǎ ce coordoneazǎ acțiunile care sunt în responsabilitatea Guvernului cu privire la sistemul bugetar (pregătirea proiectelor, legilor bugetare anuale, legilor de rectificare, precum și legilor privind aprobareacontului general anual de execuție).
- Ordonatorii de credite sunt conducătorii instituțiilor și unităților care folosesc mijloace bănești din bugetele publice, cu titlul de credite bugetare, în vederea acoperirii cheltuielilor aprobate prin bugetele lor de venituri și cheltuieli (în condițiile existenței unor autorizații legale în acest sens).

## Deficitul administrației publice generale conform ESA 2010
|                     | 2010 | 2011  | 2012  | 2013  | 2014  | 2015 |
| ------------------- | ---- | ----- | ----- | ----- | ----- | ---- |
| Deficit mld. lei    |      | 30,2  | 17,5  | 14    | 10    |      |
| Deficit procent PIB |      | -5,3% | -2,9% | -2,2% | -1,5% |      |
|                     |      |       |       |       |       |      |